# Luc Alphand
Pour les articles homonymes, voir Alphand.
Luc Alphand, né le 6 août 1965 à Briançon (Hautes-Alpes), est un sportif français. Il a d'abord été skieur, spécialiste de la vitesse, vainqueur du classement général de la coupe du monde en 1997 restant le deuxième Français à obtenir le gros globe de cristal, 30 ans après Jean-Claude Killy, et 24 ans avant Alexis Pinturault. Il s'adjuge également quatre petits globes de cristal, trois en descente (1995, 1996, 1997) et un en Super-G (1997). Après sa retraite du ski à 32 ans, fin 1997, il commence une nouvelle carrière sportive comme pilote automobile, gagnant notamment le rallye Dakar en 2006. En 2011, il apprend la navigation et se lance dans la Transat Jacques-Vabre. Il est également consultant sportif à la télévision pour France Télévisions lors des Jeux olympiques d'hiver et du rallye Dakar. Il devient le 4e membre de l'équipe d'animateur de Top Gear France en 2021 aux côtés de Philippe Lellouche, Bruce Jouanny et Le Tone. Il est le père d'Estelle Alphand, de Nils Alphand et de Sam Alphand.

## Skieur
Aimé et Josiane, les parents de Luc, étaient moniteurs de ski l'hiver à Serre-Chevalier, guides et gardiens de refuge l'été. Luc est le cousin issu de germain du champion de ski Jules Melquiond.
Après avoir remporté le championnat du Monde juniors de descente en 1983, il fait ses débuts en coupe du monde de ski alpin en 1984. Il est l'un des quatre membres de l'équipe des « top guns » formée et entraînée par Serge Guillaume en marge des infrastructures de la Fédération française de ski de 1987 à 1991, avec Franck Piccard, Jean-Luc Crétier et Denis Rey.
Cependant, très souvent blessé, il faudra qu'il attende le 14 janvier 1995 pour fêter sa première victoire. C'est en fait une double victoire car il remporte les deux descentes qui se déroulent coup sur coup sur la célèbre piste de la Streif à Kitzbühel, sur un tracé toutefois amputé de quelques difficultés. À partir de ces deux succès initiaux, et durant les deux saisons qui suivent, il domine les épreuves de vitesse (descente et super-G) de la coupe du monde, s'imposant sur la plupart des grandes pistes du circuit. Il remporte le « globe de cristal » du classement de la coupe du monde de descente trois années de suite et enlève au passage sa seule médaille dans un championnat du monde, sur les pentes de la station de Sierra Nevada en Andalousie, en février 1996 où il se classe 3e de la descente.
1997 sera la grande année de sa carrière de skieur, puisqu'il réussit à remporter le « gros globe de cristal », le classement général de la coupe du monde toutes disciplines confondues (ce que, côté français, seul Jean-Claude Killy avait fait avant lui, en 1967 et 1968) en ne concourant que dans les deux épreuves de vitesse. Il lui aura par conséquent fallu s'imposer quatre fois en descente et deux fois en super-G et ne pas quitter les podiums durant tout l'hiver pour devancer les skieurs polyvalents capables de marquer des points dans toutes les disciplines (c'est-à-dire disputant également, à l'inverse du champion de Serre Chevalier, le slalom, le géant et le combiné). L'exploit consistant à remporter le gros globe en ne disputant que les deux épreuves de vitesse reste unique dans l'histoire de la coupe du monde de ski alpin.
Durant toute sa longue carrière de skieur alpin Luc Alphand a été sponsorisé et équipé par l’équipementier autrichien Atomic
Il ne connaît qu'un seul échec durant cet hiver couronné de succès : le 8 février, une faute de carre met rapidement un terme à sa descente sur la piste Banchetta, lors des championnats du monde à Sestrières où il s'élançait en grand favori.
À l'issue de cette saison 1997, sacré « champion des champions » français par le journal L'Équipe en fin d'année, Luc Alphand annonce qu'il met un terme à sa carrière de skieur à 32 ans, avec un bilan en coupe du monde de 12 victoires, dont 10 en descente. Quelques mois plus tard, c'est en commentateur dans la cabine de France Télévisions, à Hakuba, qu'il assiste à la victoire de son ancien coéquipier Jean-Luc Crétier dans la descente des Jeux olympiques de Nagano le 13 février 1998. Une piste noire dans sa station de Serre Chevalier est alors nommée en son honneur.

### Palmarès

#### Jeux olympiques
| Épreuve / Édition | Calgary 1988 | Albertville 1992 | Lillehammer 1994 |
| Descente          |              | 12e              | 8e               |
| Super G           | 7e           | 16e              | 8e               |
| Combiné           | 4e           |                  |                  |

#### Championnats du monde
| Épreuve / Édition | Bormio 1985 | Morioka 1993 | Sierra Nevada 1996 | Sestrières 1997 |
| Descente          | 27e         | 4e           | Bronze             | Ab.             |
| Super G           |             |              | 9e                 | 12e             |
| Combiné           | 11e         | 6e           |                    |                 |

#### Coupe du monde
- Vainqueur du classement général en 1997.
- Vainqueur du classement de descente en 1995, 1996 et 1997.
- Vainqueur du classement de super-G en 1997.
- 12 succès en course (10 en descente, 2 en super-G).
- 23 Podiums

##### Classement en coupe du monde
| Année/Classement | Année/Classement | Général | Général | Descente | Descente | Super G | Super G | Géant  | Géant  | Slalom | Slalom | Combiné | Combiné |
| ---------------- | ---------------- | ------- | ------- | -------- | -------- | ------- | ------- | ------ | ------ | ------ | ------ | ------- | ------- |
| Année/Classement | Année/Classement | Class.  | Points  | Class.   | Points   | Class.  | Points  | Class. | Points | Class. | Points | Class.  | Points  |
| 1988             | 1988             | 61e     | 16      | 37e      | 6        | 16e     | 10      | -      | -      | -      | -      | -       | -       |
| 1989             | 1989             | 40e     | 25      | -        | -        | 10e     | 25      | -      | -      | -      | -      | -       | -       |
| 1990             | 1990             | 80e     | 10      | -        | -        | 21e     | 10      | -      | -      | -      | -      | -       | -       |
| 1991             | 1991             | 35e     | 37      | 17e      | 22       | 10e     | 15      | -      | -      | -      | -      | -       | -       |
| 1992             | 1992             | 53e     | 170     | 25e      | 80       | 19e     | 90      | -      | -      | -      | -      | -       | -       |
| 1993             | 1993             | 59e     | 133     | 40e      | 39       | 20e     | 72      | -      | -      | -      | -      | 23e     | 22      |
| 1994             | 1994             | 27e     | 293     | 14e      | 227      | 17e     | 66      | -      | -      | -      | -      | -       | -       |
| 1995             | 1995             | 8e      | 609     | 1er      | 484      | 14e     | 96      | -      | -      | -      | -      | 11e     | 29      |
| 1996             | 1996             | 4e      | 839     | 1er      | 577      | 4e      | 262     | -      | -      | -      | -      | -       | -       |
| 1997             | 1997             | 1er     | 1130    | 1er      | 779      | 1er     | 351     | -      | -      | -      | -      | -       | -       |

##### Détail des victoires
| Édition / Épreuve | Descente                                            | Super G                     | Total |
| 1995              | Kitzbühel Bormio                                    |                             | 3     |
| 1996              | Vail Val d'Isère Garmisch-Partenkirchen             |                             | 3     |
| 1997              | Val Gardena Bormio Kitzbühel Garmisch-Partenkirchen | Laax Garmisch-Partenkirchen | 6     |
| Total             | 10                                                  | 2                           | 12    |

##### Championnats de France
Luc Alphand a été 10 fois Champion de France :
- Champion de France de descente à huit reprises en 1985, 1987, 1989, 1990, 1994, 1995, 1996 et 1997
- Champion de France de super-G en 1988
- Champion de France du combiné en 1987

#### Arlberg-Kandahar
- Meilleur résultat : 7e place dans la descente en 1994 à Chamonix

## Pilote automobile
Après le ski, il commence une carrière de pilote automobile.
Le 29 janvier 1995, une épreuve de ski annulée lui permet de répondre à l'invitation de son ami Max Mamers, créateur du Trophée Andros. Il gagne sa première course auto réservée aux personnalités, sur la glace de Serre Chevalier[réf. nécessaire],
Après quelques années, il s'illustre sur le rallye Dakar, progressant au fur et à mesure de ses participations jusqu'à atteindre la 2e place en 2005 puis la victoire en 2006 et à nouveau une 2e place en 2007. De 2001 à 2008, il participe aussi aux 24 Heures du Mans, réussissant sa meilleure performance en 2006 avec une 7e place au classement général.
Le 28 juin 2009, il est victime d'un grave accident de moto dans le cadre de la classique Rand'Auvergne. Il est évacué au CHU de Clermont-Ferrand.

### Rallyes Dakar
Luc Alphand a participé à plusieurs rallyes Dakar :
- 1er dans la catégorie T1 sur Mitsubishi Pajero en 1999 ;
- Rallye Dakar 2000 et 2001 sur buggy Schlesser ;
- 7e et 1er moteur diesel en 2002 ;
- 9e et 1er moteur diesel en 2003 ;
- 4e et 1er moteur diesel en 2004 sur BMW X5 ;
- 2e de l'édition 2005 derrière son coéquipier Stéphane Peterhansel (copilote Gilles Picard) ;
- Vainqueur en 2006 sur Mitsubishi (copilote Gilles Picard) ;
- 2e de l'édition 2007 (copilote Gilles Picard), derrière son coéquipier Stéphane Peterhansel.

### Autresrallyes-raids
(tous avec Gilles Picard)
- Rallye de Tunisie 2005, sur Mitsubishi Pajero ;
- Baja Portalegre 500 2005, sur Mitsubishi Pajero ;
- Abu Dhabi Desert Challenge 2006, sur Mitsubishi Lancer Evo ;
- Rallye Por Las Pampas 2006, sur Mitsubishi ;
- Rallye Por Las Pampas 2007, sur Mitsubishi ;
- Rallye transibérique 2008, sur Mitsubishi Pajero.

### 24 Heures du Mans
Il concourt également aux 24 Heures du Mans avec sa propre écurie, Luc Alphand Aventures, présente sur le Technoparc des 24 heures. Son meilleur résultat intervient lors de l’édition 2006 qu'il termine à la septième place du classement général, la troisième de la catégorie LMGT1.
| Année | Voiture                   | Équipe                | Équipiers                                   | Résultat |
| ----- | ------------------------- | --------------------- | ------------------------------------------- | -------- |
| 2001  | Porsche 911 GT3 RS (996)  | Luc Alphand Aventures | Michel Ligonnet (de) / Luis Marques (de)    | 17e      |
| 2002  | Porsche 911 GT3 RS (996)  | Luc Alphand Aventures | Christian Lavieille / Olivier Thévenin      | 24e      |
| 2003  | Ferrari 550 GTS Maranello | Luc Alphand Aventures | Frédéric Dor / Jérôme Policand              | 21e      |
| 2004  | Porsche 911 GT3 RS (996)  | Luc Alphand Aventures | Philippe Almeras (de) / Christian Lavieille | 16e      |
| 2005  | Porsche 911 GT3 RS (996)  | Luc Alphand Aventures | Christopher Campbell / Jérôme Policand      | 18e      |
| 2006  | Chevrolet Corvette C5-R   | Luc Alphand Aventures | Patrice Goueslard / Jérôme Policand         | 7e       |
| 2007  | Chevrolet Corvette C6.R   | Luc Alphand Aventures | Patrice Goueslard / Jérôme Policand         | 12e      |
| 2008  | Chevrolet Corvette C6.R   | Luc Alphand Aventures | Guillaume Moreau / Jérôme Policand          | 17e      |

### Divers
- Vainqueur de la Coupe du Monde T1 Marathon 1999.
- Champion de France catégorie GT3 2000.
- Chevalier de la Légion d'honneur 1997[6]
- Médaille de la jeunesse, des sports et de l'engagement associatif, bronze

## Voile

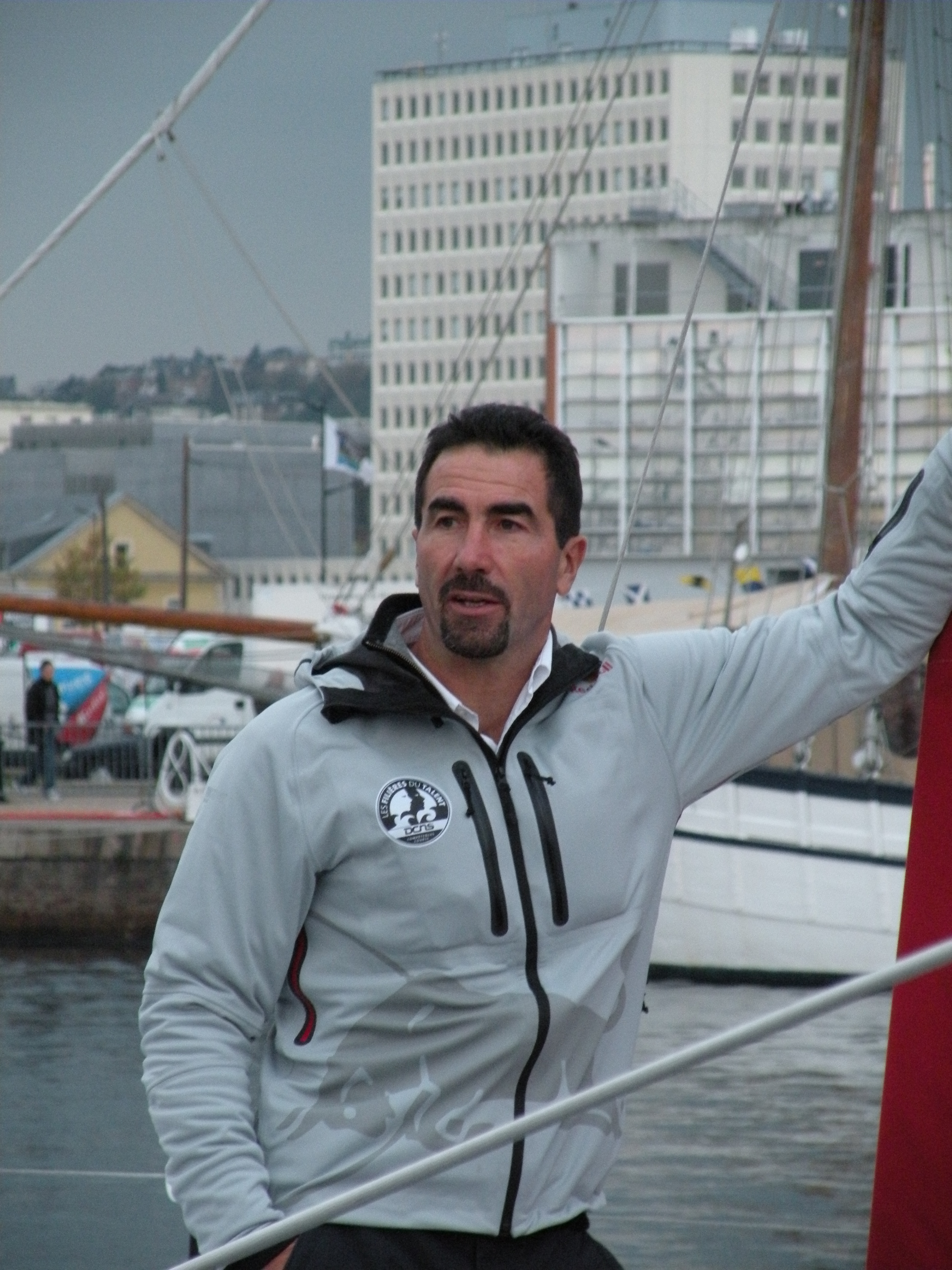
Luc Alphand sur DCNS 1000 avant la Transat Jacques-Vabre 2011.

En 2011, Luc Alphand se lance dans la course au large. Pour cela, il est épaulé par le navigateur confirmé Marc Thiercelin au sein du projet Les Filières du talent DCNS. Ils participent ensemble à la Transat Jacques-Vabre 2011 sur le monocoque de 60 pieds DCNS 1000 qu'ils doivent abandonner au 5e jour de course. Il fait partie de l'équipe L'Hydroptère qui doit s'attaquer au record Los Angeles-Hawaï. Depuis novembre 2012, DCNS ne sponsorise plus l'hydroptère et Luc s'est retiré de ce projet.

## Aviation
Luc Alphand a été choisi pour devenir le parrain de l'Équipe de voltige de l'Armée de l'air. Il a ainsi volé avec le capitaine Renaud Écalle, champion du monde en 2010, et rencontre régulièrement les pilotes et les mécaniciens, notamment lors du Free Flight World Masters de Bleuciel Airshow, lors du meeting aérien de Sainte-Maxime.

## Distinctions
- Élu champion des champions français par L'Équipe en 1997.
- Une piste noire porte son nom à Serre Chevalier.

## Œuvres caritatives
Luc Alphand est parrain membre d'honneur de l'Association européenne contre les leucodystrophies[réf. nécessaire].
Le 27 avril 2014, il participe au Défi Terrésens et permet de récolter 20 000 € pour la formation des jeunes de la Fédération française de ski.

## Controverse
Le 12 octobre 2016, plusieurs photographies montrant Luc Alphand posant devant des animaux tués lors d'une chasse aux trophées en Russie, dans le Kamtchatka, ont fuité dans plusieurs médias,. On peut y voir un ours brun et un mouflon des neiges. Plusieurs associations comme 30 millions d'amis ont dénoncé cet acte sur le réseau social Twitter,. Au centre d'une vaste polémique, Luc Alphand devenu la cible de nombreux haters sur les réseaux sociaux et ayant perdu un tiers de ses sponsors, annonce en avril 2018 qu'il quitte la station de Serre-Chevalier où il réside pour l'Andorre.

## Publication
- À toute vitesse, autobiographie écrite avec la complicité de Gaël Pollès, éditions Calmann-Lévy, 2007
- Histoire des top guns → Ski Chrono - Mars 2008 - Top Guns, l'aventure éphémère